# Gawroniec (przystanek kolejowy)
Gawroniec – dawny przystanek osobowy w Gawrońcu w Polsce, w województwie zachodniopomorskim, w powiecie świdwińskim, w gminie Połczyn-Zdrój. Zachowały się zabudowania dawnego dworca, w tym kolejowa wieża ciśnień.